# Земляне
 Тази статия е за рок групата.  За бившето село в Софийско вижте Земляне (село).  
„Земляне“ е рок група в Санкт Петербург, сред най-известните вокално-инструментални ансамбли (ВИА) в Съветския съюз. Известни са със своята песен „Трава у дома“ („Земля в иллюминаторе“), която е химн на руската космонавтика.

## История
Първият състав с това име е основан през 1969 г., но по-късно се преименува на „Атлас“. Съществува до 1984 г., като силно повлиява на творчеството на бъдещата ВИА „Земляне“.
През пролетта на 1978 г. барабанистът Владимир Кисельов събира формация под името „Земляне“, водеща началото си от основаването на група „Апрель“. Те стават част от съветските ВИА. В самото начало на съществуването си свирят предимно поп музика и арт рок. Кисельов по-късно остава само администратор на групата, макар да се снима в клиповете като барабанист. През 1980 г. в групата е привлечен вокалистът Сергей Скачков, който става гласа на групата години наред. В разни периоди от съществуването на групата Скачков свири и на бас китара и клавир. Кисельов оставя Скачков на заден план и в клиповете като вокал се изявява китаристът Игор Романов, въпреки че на студийните записи пее Скачков. В края на 1981 г. групата участва в новогодишна програма, което я нарежда в елита на съветската сцена. През 1983 г. групата записва своя най-голям хит „Трава у дома“, с която е известна и до днес. Освен нея излиза и сингълът „Каскадьори“.
В периода 1984 – 1985 г. съставът е коренно променен. През лятото на 1985 г. „Земляне“ участват в Световния фестивал на младежта и студентите в Москва и изнасят първия си самостоятелен концерт. В края на 1980-те години групата гастролира по страните от соцлагера, а през 1987 г. най-накрая издава албум. Вокалист вече е Юрий Жучков. Същата година „Земляне“ са подгряваща група на „Юрая Хийп“ на първото турне на рок-легендите в СССР. През 1990 г. групата сменя името си на „Восточный экспресс“. Под това име участват във фестивала „Монстры рока“ в Череповец, но като цяло нямат голям успех и се разпадат през есента на 1992 г.
В началото на 1990-те години Сергей Скачков възстановява групата. „Земляне“ записват нови хитове и тръгват на концертно турне. Участват и в предизборната подготовка на президента Борис Елцин. През 2006 г. групата празнува 30-годишнината от създаването си. Специален гост е основателят Владимир Кисельов, който произнася реч след първата изпята песен. На 9 май 2010 г. групата изнася концерт в Зала 1 на НДК в София.

## Дискография
Полная дискография официальных релизов и магнито-альбомов
- 1979 – „Красный Конь“ © 1979 ℗ 1980 / EP, ВФГ „Мелодия“
- 1980 – Владимир Мигуля & группа „ЗЕМЛЯНЕ“ © 1980 ℗ 1982 / LP, ВФГ „Мелодия“
- 1981/82 – „Концертная Программа, LIVE 1981 – 1982“ © 1981/82 / Magnit-Albom, tape
- 1981 – „Земляне 81“ © 1981 / Magnit-Albom, tape
- 1982 – „Земляне 82“ © 1982 / Magnit-Albom, tape
- 1982 – „Концерт в Харькове, 1982“ © 1982 / Magnit-Albom, tape
- 1982 – „Концерт в Кургане, 05.12.1982“ © 1982 / Magnit-Albom, tape
- 1982 – „Концерт в ЛДМ, Ленинград, март 1982“ © 1982 / Magnit-Albom, tape
- 1982 – „Карате“ © ℗ 1982 / EP, ВФГ „Мелодия“
- 1983 – „Каскадеры“ © ℗ 1983 / EP, ВФГ „Мелодия“
- 1983 – „Дельтаплан“ © ℗ 1983 / EP, ВФГ „Мелодия“
- 1983 – „Крепче Держись, Сынок“ © 1983 / Magnit-Albom, tape
- 1984 – „Путь Домой“ © 1984 / Magnit-Albom, tape
- 1984/85 – „Ау, Лабиринт“ © 1984/85 / Magnit-Albom, tape
- 1985 – „Концерт в СКК им. Ленина, Ленинград, 20.02.85“ © 1985 / Magnit-Albom, tape
- 1987 – „Радость и Печаль“ © 1987 / Magnit-Albom, tape
- 1987 – „День Рождения Земли“ © 1987 ℗ 1987 / MC, LP, ВФГ „Мелодия“
- 1988 – „Дымкою Мая“ © 1986 ℗ 1988 / EP ВФГ „Мелодия“
- 1988/90 – „По Закону Земли“ © 1988/90 / Magnit-Albom, tape
- 1988/90 – „Мужчины…“ © 1988/90 / Magnit-Albom, tape
- 1989/92 – „Русские, русские, русские“ (С.Скачков) © 1989/92 / Magnit-Albom, tape
- 1989/92 – „Сладкая Игра“ („Восточный Экспресс“) © 1989/92 / Magnit-Albom, tape
- 1994 – „Лучшие Хиты“ best ℗ 1994 / 2CD, „NP.Records“
- 1995 – „Трава у Дома“ best ℗ 1995 / CD, MC, „ZeKo Records“
- 1995 – „Мы Люди“ best ℗ 1995 / CD, МС, „ZeKo Records“
- 1998 – „Лучшие Песни“ (remake) © 1998 ℗ 1998 / MC, CD, „CD-MediaRecords / ZeKo Records“
- 2000 – „SOS“ (С.Скачков) ℗ 2000 / CD, МС, „ZeKo Records“
- 2002 – „Grand Collection“ best ℗ 2002 / CD, МС, „Квадро Диск“
- 2003 – „Энциклопедия Российского Рока“ best ℗ 2003 / CD, „Grand Records“
- 2003 – „Лучшие Песни“ best ℗ 2003 / CD, МС, „Мистерия Звука“
- 2008 – „Холод Души“ (С.Скачков) ℗ 2008 / CD, „Navigator Records“
- 2008 – „Концерт-презентация сольного альбома „Холод Души“, ККЗ „Мир“ 02.02.2008“ (С.Скачков) © 2008 ℗ 2014 / 2CD, 2DVD, „GMC“
- 2009 – „ЗЕМЛЯНЕ & Супермакс / Сергей Скачков & Kurt Hauenstein“ © ℗ 2009 / CD, „НП.ЦДЮТ.ЗЕМЛЯНЕ / Союз“
- 2010 – „Символы Любви“ (С.Скачков) © ℗ 2010 / CD, „НП.ЦДЮТ.ЗЕМЛЯНЕ / CD'Maximum“
- 2014 – „Половина Пути“ (С.Скачков) © ℗ 2014 / CD, „ООО ПЦ Сергея Скачкова / ООО М2“